# Hölstein

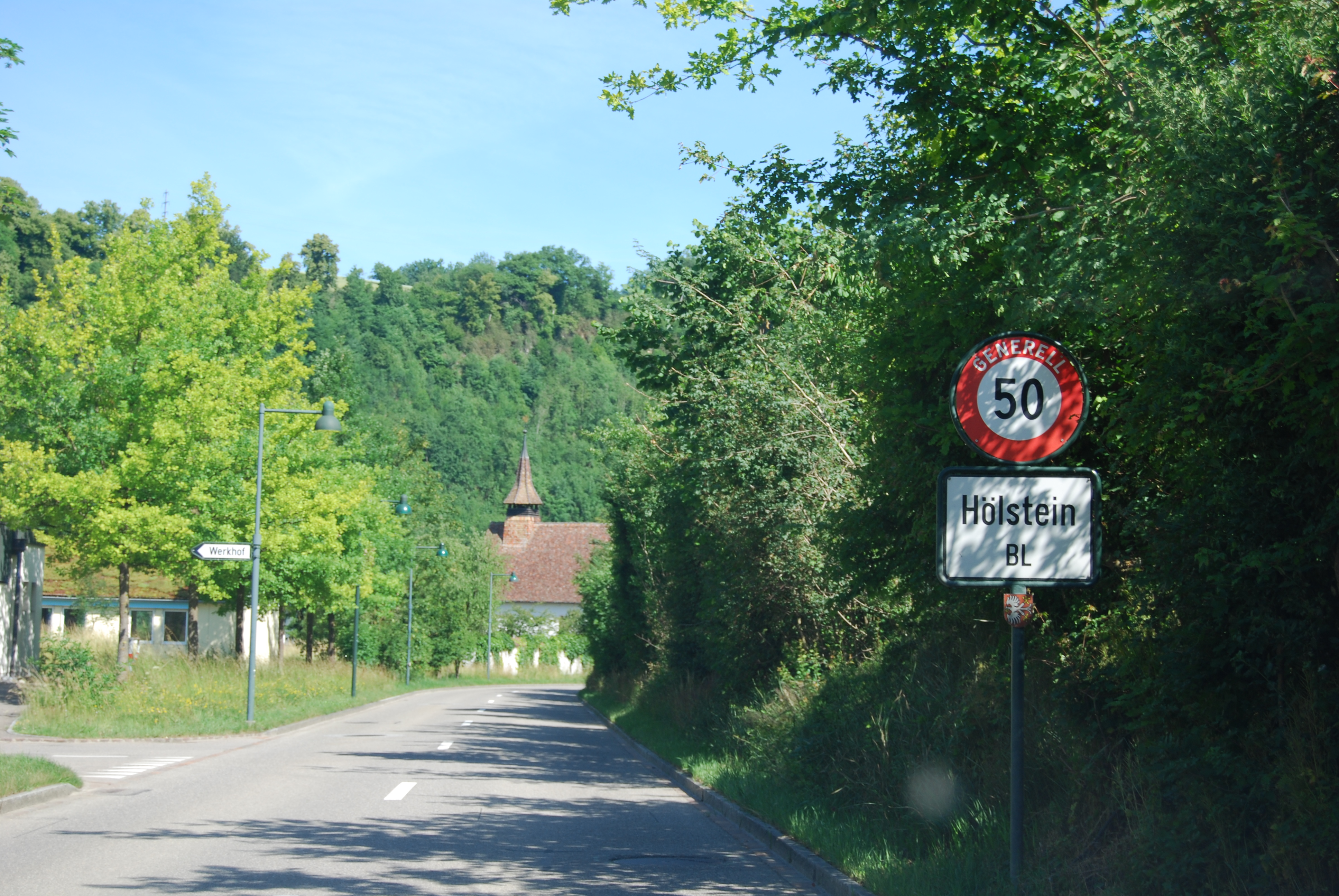
Hölstein

Hölstein is een gemeente en plaats in het Zwitserse kanton Basel-Landschaft, en maakt deel uit van het district Waldenburg.
Hölstein telt 2.368 inwoners.

## Geboren
- Philipp Degen (15 februari 1983), voetballer